# La Siberia
A Sibéria, também chamada em castelhano La Siberia Extremeña, é uma comarca da Espanha, na extremidade nordeste da província de Badajoz, comunidade autónoma da Estremadura. É limitada ao leste com a comunidade de Castela-Mancha, ao sul, com a comarca estremenha de La Serena e ao oeste, com a comarca estremenha de Las Vegas Altas. A sede administrativa é Talarrubias e tem 2 836,7 km² de área. Em 2021 tinha 18 837 habitantes.
A Mancomunidad de Municipios Siberia é constituída pela maior parte dos municípios da comarca. Os sete restantes integram a mancomunidade de Cijara.

## Origem do nome
O fato de que o nome de Siberia tenha sido posto nesta comarca pode dever-se a várias causas. De todas as versões existentes, a que parece mais credível argumenta que a denominação corresponde ao atraso da comarca, à falta de vias de comunicação, a seu isolamento, marginação e abandono que historicamente sofreu. Esta situação de isolamento já foi documentada em 1908 em um artigo publicado por José Ramón Mélida em El Correo de Madrid e no Noticiero Extremeño:
"Comarca [...] com uns vinte povoados distantes e isolados naquele tipo de deserto, sem caminhos nem veredas que lhes comuniquem, o que faz ser penoso e perigoso viajar nelas. Os viajantes de comércio, que a temem e recusam, se podem, a chamam a Sibéria, nome terrível e significativo".
Durante a ditadura de Primo de Rivera se tentou reverter o tópico de atraso regional e nacional que conotava o nome. Assim, em 1926 foi iniciada uma campanha em prol de La Siberia através dos jornais . Porém, estas tentativas não conseguiram mais que fixar o termo. A nível nacional, o nome de Siberia como símbolo da Espanha do interior alcançou sua cota mais alta na Segunda República, por causa dos trágicos acontecimentos de Castilblanco.
Outra hipótese que alguns estudiosos trabalham sobre a origem do nome, é que provenha de "Las Iberias". Dadas as características da fala estremenha e a pouca preocupação dos hispanófilos por transcrever as palavras de um modo correto, não é de estranhar que o "s" passasse do artigo ao nome, gerando, finalmente, a denominação atual.
Depois da segunda metade do século XX, tem-se seguido duas linhas de atuação em relação ao nome de Siberia. Em ambientes políticos e culturais, insiste-se no pejorativo do termo e, por tanto, na necessidade de o mudar. Foram propostas mudanças como "Los Montes", "Los Lagos y los Montes", "Los Montes del Guadiana"… mas nenhuma tentativa teve êxito. A nível popular, o termo perdeu qualquer conotação negativa, pelo que se estendeu e foi aceitado pela maioria da população.

## História

### Pré-história
A comarca do nordeste da atual província de Badajoz saiu da pré-história fortemente apegada à pecuária e à caça. Ainda sendo terras isoladas, seus habitantes tem deixado prova de suas preocupações religiosas e funerárias, em alguns descobrimentos isolados, nos numerosos abrigos de pinturas rupestres repartidos por suas serras, e nas genericamente denominadas estelas decoradas estremenhas.
Entre os primeiros descobrimentos estão, por exemplo, o chamado tesourinho áureo de Navalvillar de Pela ou o torques de Orellana, ambos em oro. As serras de Herrera, Talarrubias, Navalvillar e, sobre tudo, os montes que marcam a transição ao Valle de Alcudia são claros exemplos de abrigos com pinturas rupestres. Destacam entre todas elas as representações de carros e armas do Peñón del Buitre. Também aparecem guerreiros, armas (escudos, espadas, lanças e às vezes arcos) e utensílios funerários como espelhos, pentes, navalhas para cortar a barba, ou, como no caso de uma peça recuperada recentemente em Herrera del Duque, um instrumento de corda, à maneira da phorminx homérico.

### Dominação romana

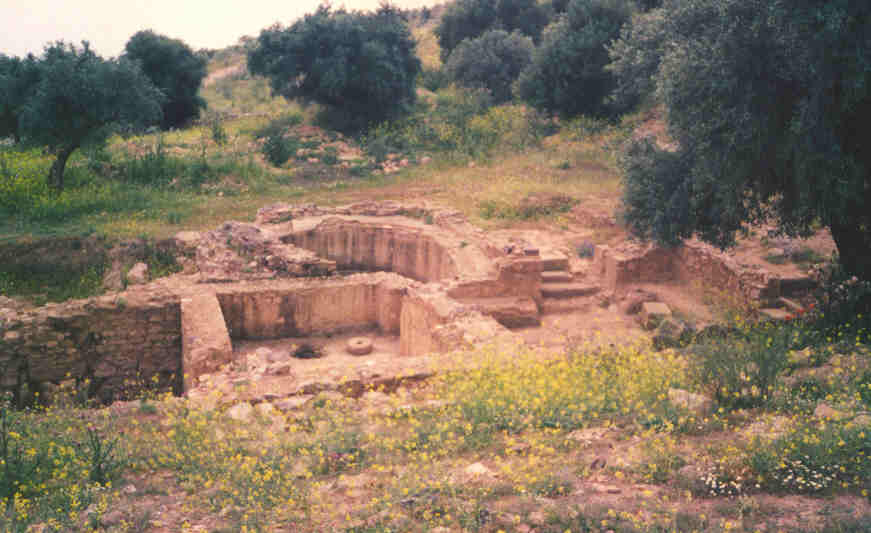
Villa romana de Lacimurga

A primeira presença romana produziu assentamentos fortificados do porte do que se conserva no Peñón del Pez, de Peñalsordo, fazendo com que a região fosse submetida ao sistema administrativo romano, recebendo o desenvolvimento desde centros urbanos priorizados desde o ponto de vista político, alguns dos quais receberão o estatuto de município com a concessão generalizada do Ius latii que tem sua localização sob o reinado de Vespasiano (r. 69–79 d.C.). Tal seria o caso dos dois grandes núcleos urbanos de época romana, documentados até agora na zona: Lacimurga Constantia Iulia, identificada com o Cerro de Cogolludo (Orellana), e Mirobriga, localizada no Cerro do Cabezo, no município de Capilla. De ambas se conhecem grande quantidade de descobrimentos, tanto monumentais como epigrafemos, e em ambas se realizaram recentemente escavações arqueológicas sistemáticas que no primeiro dos casos tem documentado o aprofundamento de suas raízes nos primeiros séculos do primeiro milênio a.C., com uma forte presença oriental, e no segundo a presença de um edifício monumental, talvez relacionado com o fórum da cidade.

### Reconquista
As terras que hoje conhecemos como Siberia estremenha pertenceram ao reino muçulmano de Toledo até que foi conquistado em 1085 por Afonso VI, rei de Leão. No entanto, ao estar este território tão afastado da capital toledana, não se incorporou nesta data a Castilla, mas sim ficou entre cristãos e muçulmanos; ou seja, na fronteira.
Na vanguarda desta zona, os muçulmanos construíram ou repararam uma série de fortalezas estrategicamente localizadas em Capilla, Almorchón, Alcocer, Puerto Penha e Herrera. Por sua vez, os cristãos de Toledo construíram outra série de fortalezas com os castelos de Muro, Dos Hermanas, Malamoneda e Milagro. Foi em 1212, com a derrota muçulmana em Navas de Tolosa, quando se produziu uma forte mudança de ritmo na reconquista. Entre 1212 e 1230, as terras de La Siberia estremenha foram incorporando-se a Castela.
A reconquista da comarca foi iniciada por Alfonso Téllez de Meneses, cavaleiro de Palencia, que vivia em Toledo. Em 1222 povoou, entre outros, o castelo de Muro, junto à atual Helechosa de los Montes. Uns anos depois, em 1226, o castelo foi vendido ao arcebispo de Toledo. Alfonso Téllez conquistou também Alcocer 1225, doando-a ao arcebispo de Toledo. Em 1226 Fernando III conquistou o castelo de Capilla, para entregá-lo uns anos depois aos templários. Ao dissolver-se em 1309 a Ordem do Templo, passou para a Ordem de Alcântara. Este território, que passou também ao arcebispado de Toledo, formaria logo o estado de Capilla, adstrito à casa ducal de Osuna.
Assim começou a dependência de La Siberia estremenha com Toledo, que ainda perdura hoje na área eclesiástica da Igreja Católica. Com a reconquista, os reis cristãos foram obrigados, diante da impossibilidade de controlar todos os territórios, a repovoar os que iam recuperando e a outorgar sua administração a membros da nobreza, a ordens militares, a instituições eclesiásticas e às cidades. Às cidades em particular lhes interessava expandir ao máximo possível sua jurisdição municipal sobre grandes extensões de terra. Por isso, em La Siberia estremenha serão os conselhos de Toledo e Talavera de la Reina. Da atual Siberia estremenha somente duas localidades, Castilblanco e Valdecaballeros, pertenceram ao concelho de Talavera; as demais pertenceram ao de Toledo, organizando-se a partir da reconquista em três unidades territoriais: condado de Belalcázar (mais tarde, viscondado de Puebla de Alcocer), estado de Capilla e condado de Siruela.

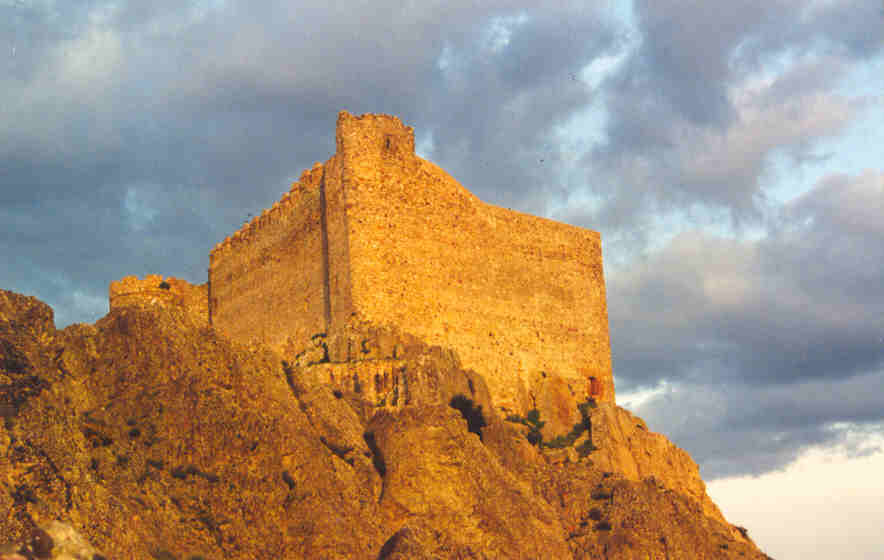
Castelo de Puebla de Alcocer

Logo surgiram dificuldades entre Talavera e Toledo sobre estas terras. Em 1445 o rei João II concedeu a Puebla de Alcocer, com todo seu extensíssimo território, ao mestre de Alcântara, D. Gutierre de Sotomayor. Toledo prontamente reclamou perante o rei, tentando recuperar a zona, mas não conseguiu. Pelo contrário, em 1447 o mestre conseguiu que o rei encomendasse o deslinde dos municípios de Puebla de Alcocer. Nestes momentos, por tanto, praticamente todo o território da atual Siberia estremenha esteve sob autoridade do mestre, sendo Puebla de Alcocer a sua capital. Para recuperar estes lugares, Toledo manteve longos pleitos, que não obtiveram sucesso. Somente ao falecer D. Gutierre se resolveram as diferenças, anulando-se o deslinde e estabelecendo-se a volta das vilas de Alía, Valdecaballeros, Castilblanco, Sevilleja, etc, ao arcebispo de Toledo como adstritas a sua vila de Talavera. O fim do pleito iniciou uma etapa de boas relações entre Talavera e Puebla de Alcocer, etapa que culminou em Alía, em 1469, com a assinatura de umas capitulações entre o conselho de Talavera e dona Elvira de Stúñiga, como tutora de seu filho, o conde de Belalcázar, com o fim de "por maior paz e concórdia entre ambas as partes e vizinhos da dita vila de Talavera e sua terra e dos servos da senhora dona Elvira, vizinhos da vila de Herrera e sua terra".

### Os tempos modernos
A Divisão territorial da Espanha de 1833 incorporou todos os povoados de La Siberia estremenha à província de Badajoz. A divisão provincial se completou com a subdivisão em partidos judiciais que se realizou em 1834. Os povoados da comarca formaram os partidos de Herrera do Duque e Puebla de Alcocer. Os novos partidos judiciais eram os menos povoados dos catorze nos que se dividia a província de Badajoz. O partido de Herrera do Duque estava formado por treze povoados e pouco mais de quinze mil habitantes; o de Puebla de Alcocer, catorze povoados e algo menos de quinze mil habitantes. Esta divisão em partidos judiciais foi mantida até a segunda metade do século XX. Assim, cada partido chegou a converter-se em uma referência não somente judicial mas também administrativa, eleitoral, arrecadadora e inclusive comercial. Tudo isso gerou um sentimento de pertença a uma mesma comunidade onde formar parte de um mesmo partido adquire relevância.
As mudanças demográficas aconselharam a modificação dos antigos partidos judiciais a partir de 1965. O partido de Puebla de Alcocer desapareceu e seus povoados foram repartidos entre os limítrofes. A maior parte, com a capital, se integrou no de Herrera do Duque. Desde então se tem gerado um sentimento similar ao que estimulou a antiga divisão e os 17 municípios do novo partido de Herrera do Duque, com seus 24 000 habitantes e 2691,6 km², constituem La Siberia estremenha.

## Entorno natural

### Relevo

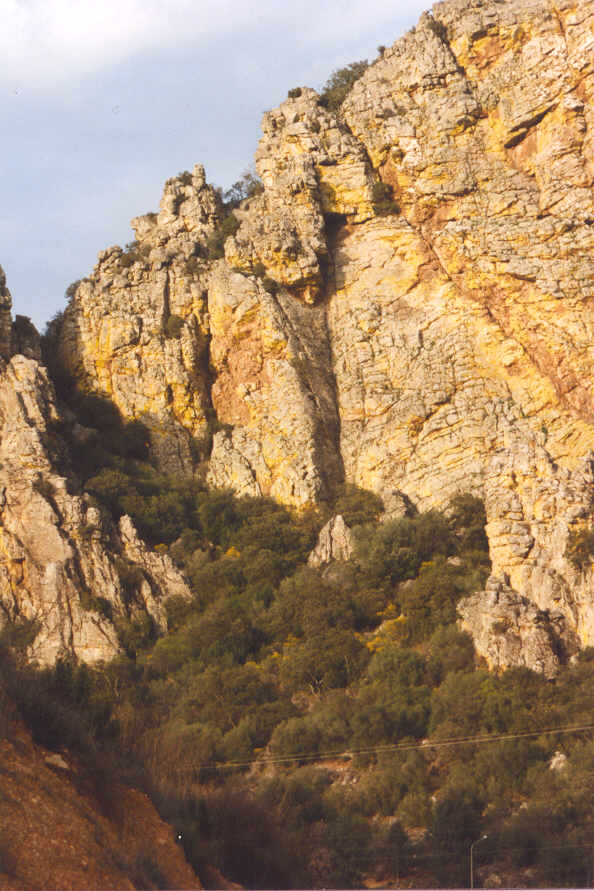
Serra de Puerto Penha

A denominação primitiva desta comarca, 'Los Montes', é já uma referência suficientemente significativa às suas características topográficos. Este espaço exibe um dinâmico relevo, no que se alternam agrestes serranias, vales encaixotados e onduladas rachaduras. Mais de 90% do terreno está localizado entre os 400 e 800 metros de altitude, sendo superada esta altitude em somente cinco pontos das serras mais orientais: Sierra da Umbría, Los Castrejones, Cantosnegros, Santana e Pico Montilla; sendo esta última a altura máxima da comarca com 940 metros. De norte a sul, cabe citar as serras do Aljibe, La Dehesilla, La Lobera, La Rinconada, Barbas de Oro, Los Pastillos, Manzano, Peloche, Los Golondrinos, Consolación, Chamorro, La Chimenea, Escorial, Los Villares, Mirabueno, Santana, Sierra do Castillo, Lares e Siruela.
Este conjunto de serranias constitui uma das estribasses meridionais dos Montes de Toledo, em conexão direta com o maciço de Las Villuercas, que apresenta fortes pendentes, com rupturas, normalmente bruscas a pé dos montes. Somente no terço sul da comarca aparecem amplias rachaduras onduladas, que vertem gradualmente sua pendente sobre o leito do Zújar.

### Hidrologia
Os rios, represas são uma das principais características de La Siberia estremenha que, junto à vizinha comarca de La Serena, formam o território que possui mais quilômetros de costa interior na Espanha. a comarca possui cinco grandes represas; três no curso do Guadiana (Cíjara, García de Sola e Orellana), e dois no Zújar (Represa do Zújar e La Serena). Juntos somam uma capacidade de armazenagem de 6.395 hm³, o que supõe 12% do total da Espanha; só La Serena, com 3.219 hectómetros cúbicos, representa 6%. Além disso, algumas de estas represas produzem também energia hidroelétrica. Esta grande quantidade de água represada é fruto do grupo de atuações realizadas na província durante à segunda metade do século XX, denominado Plano Badajoz, e que tinha como objetivo melhorar a agricultura da zona.
O acidentado relevo propicia a existência de aqüíferos em ladeira, que alimentam numerosos mananciais repartidos por todo o território da comarca. Alguns deles estão sendo explorados comercialmente devido à qualidade de suas águas. Também existe um balneário, já conhecido desde os inícios do século XIX, que aproveita as propriedades minerais medicinais das águas termais, sendo um dos poucos estabelecimentos deste tipo de toda a província.

### Clima
A posição geográfica de La Siberia, entre a Meseta Central (com clima continental), o Atlântico (clima mais suave) e o Mediterrâneo (mais cálido e muito mais seco) converte a este território em uma franja de transição, adotando algumas características de cada um deles. Dentro da comarca, também se produzem micro-climas locais, com diferenças apreciáveis, derivado da orientação das serras. Estas diferenças resultam mais acusadas em quanto a chuvas e não tanto sobre as temperaturas.

#### Chuvas
As localidades do norte apresentam chuva bastante mais abundante do que as localidades do sul da comarca. O número de dias chuvosos ao ano está entre 60 e 70. A repartição por estações das chuvas é irregular, com máximas entre janeiro e março, mas ocorrem grandes desvios sobre as médias entre anos secos e chuvosos. O semestre abril-setembro acostuma a apresentar uma forte e prolongada seca estival, marcada por uma acentuada aridez. As nevadas são raras, e em todo caso ocorrem um ou dois dias, solidificando-se somente umas horas, cada três ou quatro anos.

#### Temperaturas
A comarca alcança umas 2.900 horas de sol ao ano, cuja intensidade resulta inversa às chuvas. A temperatura media anual está em torno aos 16 °C, com tendência a baixar algo no norte e a subir no sul do território. O mês mais frio é janeiro, com 6-7 °C de média, e o mais cálido julho, com 25-27 °C, o que supõe uma amplitude térmica média anual que não passa dos 20 °C. As máximas e mínimas absolutas estão situadas, também nestes meses, em -2 °C e 42 °C respectivamente, que indica uma forte oscilação térmica de 44 °C (rasgo típico de clima continental).
Estes balanços termo pluviométricos, com invernos suaves, primaveras frequentemente curtas, e longa e seca estiagem, permite considerar ao clima de La Siberia, de forma genérica, de tipo mediterrâneo sub-úmido, com variantes de tipo úmido em pontos do norte e mais seco em uma franja sul, e com escassa influência atlântica.

### Flora

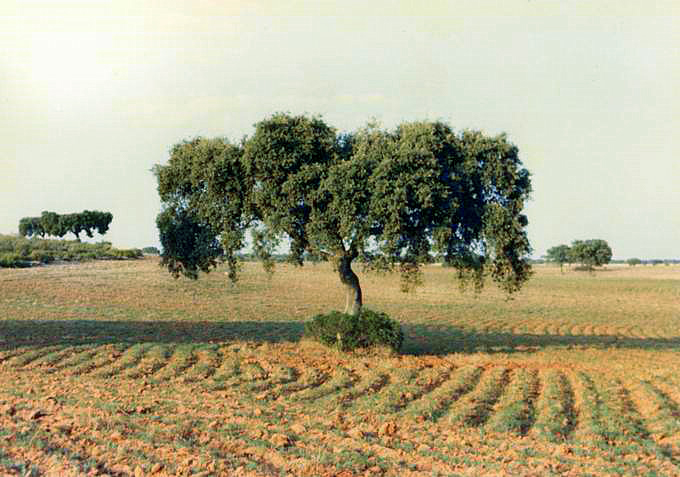
Azinheira, a árvore predominante em La Siberia

O ecossistema mais representativo da zona é o bosque esclerófilo mediterrânico (árvores de folhas duras e persistentes), predominando o carvalho na maior parte do espaço, acompanhada do sobreiro em zonas mais restringidas, por ser mais exigente em umidade. Aparece também outra quercínea (família com que se denomina a este gênero de árvores), o quejigo, espécie bastante rara na Estremadura. O estrato arbóreo se encontra, como que um tapete, em seus níveis mais puros por um denso soto-bosque, formando o matorral mediterráneo, muito diverso em espécies: madronho, durillo, labiérnago, lentisco, cornicabra, mirto, coscoja, torvisco, etc. Extensas áreas serranas do centro e norte da comarca tem sido repovoadas com pinheiros, piñoneros e eucaliptos, cujo cultivo florestal está praticamente abandonado na atualidade, ante sua escassa ou nula rentabilidade econômica. Também as margens das albufeiras têm sido extensamente repovoadas com eucaliptos, pinheiros e, mais escassamente, choupos, com o fim não tanto de exploração da madeira, mas mais para a retenção do solo e dos materiais - que por problemas na superfície podem ser arrastados desde os terrenos que caem diretamente ao vaso da represa, ocasionando um progressivo assoreamento do mesmo.

### Fauna

#### Aves

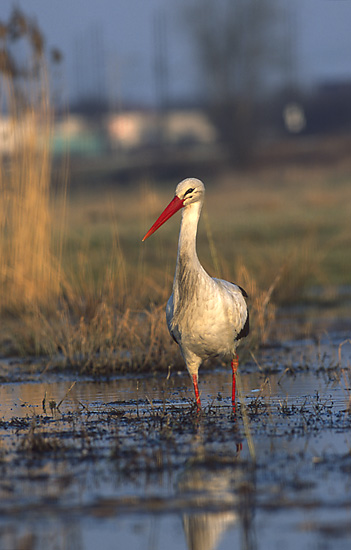
Cegonha-branca

A fauna da comarca destaca por sua diversidade, vivem na zona praticamente todas as quase 500 espécies de vertebrados silvestres descritas na Estremadura. Entre as aves, mais da metade da população provincial de abutre leonado está nas rachaduras de 'Los Montes'. em menor número fazem ninhos de Águias perdiceras e Águias reais, alimoche, falcão peregrino, coruja real, abutre negro, águia imperial ibérica, cegonha negra… a abundancia de água, em sua maior parte retida pelas represas da comarca, tem propiciado o assentamento de variados grupos de aves aquáticas. Destaca a represa de Orellana, declarado Área ZEPA (Zona de Especial Proteção para as Aves), agora Zona de Especial Conservação por a Ley 8/1998, de Conservação da Natureza e de Espaços Naturais da Estremadura.
No meio urbano merece distinção a cegonha branca, assim como o cernícalo primilla, coruja, andorinha, avión e vencejo.

#### Mamíferos
Os mamíferos se podem encontrar principalmente na Reserva Nacional de Caza de Cijara, onde convivem javalis, cervos, gamos e corças, como peças de caça maior. A caça menor está representada pela perdiz vermelha, pomba torcaz, tórtolas, lebres e coelhos.

#### Peixes
Em quanto à fauna aquática, as espécies mais cobiçadas pelos pescadores são a carpa, barbo, comizo, cabecicorto, lucio, boga, black-bass…, ainda que também existem outros de menor interesse esportivo e culinário, mas de grande importância ecológica: pardilla, cacho, colmilleja, calandino, gambusia…

## Gastronomia
A gastronomia é muito variada. O eixo básico é a carne de porco, já que ainda são abundantes as matanças caseiras. De destacar são também os produtos derivados da caça: tasajos do cervo ou javali, chorizos de javali, etc.

### Gastronomia
Entre os pratos típicos podemos citar o escarapuche em Peloche (a base de carne ou peixes assados, cebola, tomate, pimentão verde, vinagre, azeite e sal) e o salmorejo em Talarrubias e Puebla (alhos, bacalhau, pimentão, azeite, vinagre, pão, água e sal) ou Helechosa (com peixes de rio), as migas com seus engaños, a caldereta, o gaspacho, pistos, sopas de tomate, sopas de cachuelas, rabos de cordeiro, cozido com recheio (Villarta), repápalos… a escassez de recursos, em outros tempos, motivou o emprego abundante de produtos marginais, a maioria dos quais ainda se utilizam: aspargos, cogumelos, berros, cardillos, abrepunhos, achicorias, moje de amapolas, criadillas, níscalos, pajarillos, higos chumbos, plantas aromáticas e medicinais…

### Bebidas
Também se comercializam os vinhos da terra, denominados pitarra, que continuam sendo produzidos de forma caseira. Em Castilblanco se faz, do mesmo modo, a gloria, a base de mosto de uva e aguardente. Em Fuenlabrada, Puebla e outros povoados se faz também o chapurrao, com água, açúcar, aguardente e, às vezes, anis.

### Sobremesas
Em La Siberia existe uma grande tradição em sobremesas. Especialmente nas datas próximas à Semana Santa ou em festas destacadas, podemos encontrar: almendradillos, bodígos, bollos, bunhuelos, canutos, chaquetías, ganotes (Garbayuela), mantecados de cajón, perrunillas, pestinhos, queso de almendras (Fuenlabrada), rosquillas, tortas de chicharrones… Também destaca o uso do mel na elaboração dos doces: arrope, gachas, canelones, flores, roscas de candelilla o canelilla, etc.

### Queijo de Castilblanco ou de La Siberia
O queijo de Castilblanco é o nome genérico dos queijos de cabra elaborados na comarca. A referência mais recente a este produto, do Catálogo dos Queijos da Espanha, indica que sua área de produção é a comarca pacense (gentílico da Província de Badajoz) de La Siberia. É um queijo madurado elaborado com leite de cabra. De coagulação enzimática e pasta prensada, não cozida, extra gorduroso. Forma cilíndrica com borda lisa e caras gravadas profundamente pelas ranhuras do fundo da queijeira, em forma de espiga. o tamano é mediano, de 1-1,5 kg de peso.

## Demografia
A população de La Siberia sempre foi pouca. O período de maior vitalidade da população foi a primeira metade do século XX. Apesar da incidência da epidemia da gripe na segunda década e da guerra civil nos anos 1930, sua população cresceu a ritmos desconhecidos (11,3 por mil, anual) e se aproximou aos 50 000 habitantes. Porém, durante a segunda metade do século XX a emigração esvaziou as terras de La Siberia estremenha e condicionaram a atual estrutura de sua população. Em fortíssimo contraste com a situação espanola, a comarca tem perdido quase a metade de sua população. A contínua emigração de jóven tem deixado uma população envelhecida na comarca: há mais pessoas maiores de 64 anos que menores de 16. Apesar do retorno de alguns siberianos, em sua maioria já reformada, a comarca continua a perder população devido a morrerem mais pessoas do que as que nascem.

## Economia
Com uma estrutura de população tão desequilibrada, a taxa de atividade é muito baixa. Isto supõe extrema escassez econômica para a comarca. No contexto de uma província pouco desenvolvida, os siberianos vivem bem devido às transferências do setor público. A renda média é inferior somente à comarca de Badajoz e similar às zonas de Mérida e Almendralejo. Os tipos de trabalho de La Siberia têm variado nas últimas décadas. No final do século XIX cerca de 90% trabalhava na agricultura, entre 5% e 6% eram artesãos e muito poucos trabalhavam na indústria e no setor terciário. Na atualidade, mais da terceira parte da população trabalha no setor terciário (36,38%), seguida de perto pela agricultura (31,03%). Indústria e construção empregam 14,33% e 18,26% da população respectivamente.

## Municípios
A comarca de La Siberia é composta pelos seguintes municípios e entidades menores (pedanías).
Da mancomunidade de La Siberia:
- Baterno
- Casas de Don Pedro
- Esparragosa de Lares
  - Galizuela
- Garbayuela
- Garlitos
- Puebla de Alcocer
- Risco
- Sancti-Spíritus
- Siruela
- Talarrubias
- Tamurejo

Da mancomunidade de Cijara:
- Castilblanco
- Fuenlabrada de los Montes
- Helechosa de los Montes
  - Bohonal de los Montes
- Herrera del Duque
  - Peloche
- Valdecaballeros
- Villarta de los Montes